# 爱迪怀艺术学术院
爱迪怀艺术学术院（英語：Idyllwild Arts Academy)是一所私立学校，位于加利福尼亚州愛德懷-松樹灣，以及里弗赛德县西部地区。在圣哈辛托山脉和圣贝纳迪诺国家森林，位于加利福尼亚州河滨县西部。这所学校成立于1946年。它以前被称为爱德怀音乐与艺术学校（英語：Idyllwild School of Music and Arts）。山里的艺术学校－爱德怀艺术高中创建于二战之后，目的是为了让复员军人学习艺术，爱德怀艺术高中曾是南加州大学的一部分。